# Жан Пінг
Жан Пінг (фр. Jean Ping; народився 24 листопада 1942 року, Омбуе, Габон) — габонський дипломат, голова Комісії Африканського союзу с лютого 2008 по січень 2012 року. Колишній міністр закордонних справ Габону (1994, 1999—2005).

## Біографія

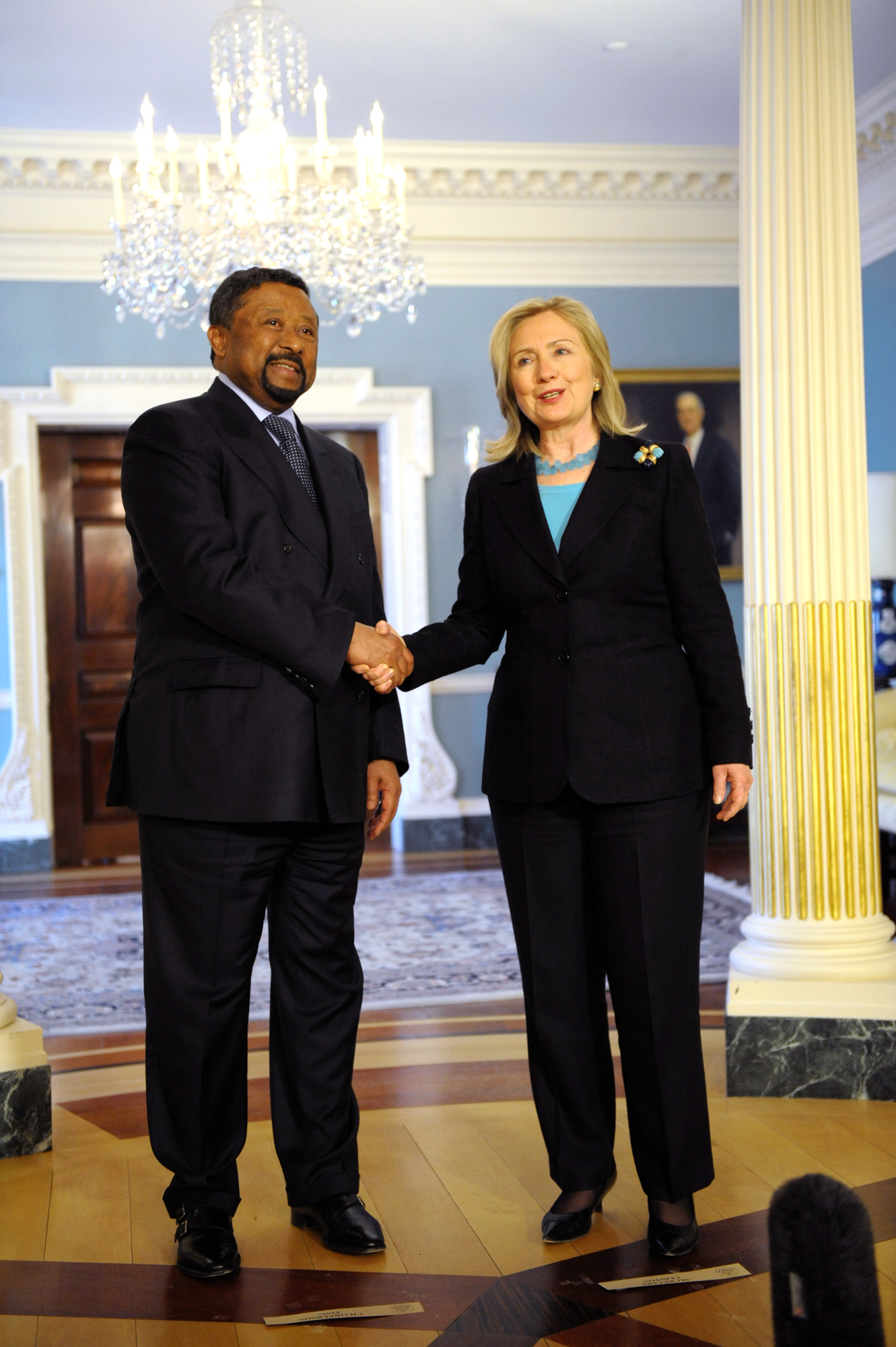
Жан Пінг з Гілларі Клінтон

Жан Пінг афроазіат, син китайського торговця та габонки.
Його дипломатична кар'єра почалася 1972 року, коли він став службовцям у секторі з зовнішніх зв'язків та співробітництва ЮНЕСКО в Парижі. 1978 року Пінг став радником посольства Габона у Франції, потім з 1978 по 1984 рік був постійним представником своєї країни при ЮНЕСКО.
1984 року він повернувся на батьківщину і став директором кабінету президента Габону, і обіймав цю посаду до 1990 року. 26 лютого цього року він був призначений міністром інформації, пошт, телекомунікацій, туризму та відпочинку а також представником уряду зі зв'язків з парламентом. Через два місяці, 29 квітня 1990 року Жан Пінг зайняв посаду міністра шахт, енергетики та водних ресурсів та залишався на ній до червня 1991 року. З серпня 1992 по березень 1994 року вдруге займав цю посаду. З березня по жовтень 1994 року був міністром закордонних справ, співробітництва та франкофонії, потім до 1997 року міністром-делегатом при міністрі фінансів, економіки, бюджету та приватизації. 28 січня 1997 року став міністром з питань планування, охорони навколишнього середовища та туризму. У січні 1999 року знову призначений міністром закордонних справ та залишається ним протягом шести років.
1996 року Пінг обраний депутатом Національних зборів та переобирався їм в 2001 і 2006 роках.
Пінг кілька разів очолював делегацію своєї країни на Генеральній Асамблеї ООН, ЮНЕСКО, Світового банку та Африканського союзу. Він був обраний головою п'ятьдесят дев'ятий сесії Генеральної Асамблеї Організації Об'єднаних Націй 2004 року.
1 Лютий 2008 року Жан Пінг, на саміті глав африканських держав в Аддіс-Абебі, обраний головою Комісії Африканського союзу. Вступив на посаді 26 квітня 2008 року, змінивши малійца Альфа Умара Конарі.

## Сім'я
Колишня дружина Жана Пінг — дочка президента Омара Бонго, колишня міністр закордонних справ Паскалін Мферрі Бонго. Має кілька дітей.

## Нагороди
- Кавалер «Екваторіальної зірки» (Габон)
- Великий командор «Екваторіальної зірки» (Габон)
- Кавалер ордена «За морські заслуги» (Габон)
- Кавалер ордена «За заслуги перед Габоном» (Габон)
- Командор ордена Почесного легіону (Франція)
- Кавалер ордена Плеяди (Франція)
- Кавалер ордена Франкофонії (Франція)
- Великий хрест ордена «За заслуги» (Португалія)